# Aeroportul Municipal Milford
Aeroportul Municipal Milford (IATA: MLF, ICAO: KMLF, FAA LID: MLF) este un aeroport din Utah, Statele Unite ale Americii.
Situat la o altitudine de 1.536,86256 m, aeroportul dispune de 1 pistă.

## Infrastructură

### Piste
Aeroportul dispune de o singură pistă. Pista 16/34 are suprafața de asfalt și dimensiunile 5.004 picioare × 75 picioare. 